# Mistrzostwa Europy w Lekkoatletyce 1986 – sztafeta 4 × 400 m kobiet
Sztafeta 4 × 400 metrów kobiet była jedną z konkurencji rozgrywanych podczas XIV mistrzostw Europy w Stuttgarcie. Rozegrano od razu bieg finałowy 31 sierpnia 1986 roku. Zwycięzcą tej konkurencji została sztafeta Niemieckiej Republiki Demokratycznej w składzie: Kirsten Emmelmann, Sabine Busch, Petra Müller i Marita Koch. Sztafeta Związku Radzieckiego przybiegła na drugim miejscu, lecz potem została zdyskwalifikowana. W rywalizacji wzięło udział dwadzieścia osiem zawodniczek z siedmiu reprezentacji.

## Rekordy
| Rekord świata     | NRD · (Gesine Walther, Sabine Busch, Dagmar Rübsam, Marita Koch)  | 3:15,92 | Erfurt, NRD   | 03.06.1984 |
| Rekord Europy     | NRD · (Gesine Walther, Sabine Busch, Dagmar Rübsam, Marita Koch)  | 3:15,92 | Erfurt, NRD   | 03.06.1984 |
| Rekord mistrzostw | NRD · (Kirsten Siemion, Sabine Busch, Dagmar Rübsam, Marita Koch) | 3:19,05 | Ateny, Grecja | 11.09.1982 |

## Wyniki

### Finał
| Miejsce | Reprezentacja | Zawodniczki                                                          | Czas    | Uwagi |
| ------- | ------------- | -------------------------------------------------------------------- | ------- | ----- |
| 1       | NRD           | Kirsten Emmelmann, Sabine Busch, Petra Müller, Marita Koch           | 3:16,87 | CR    |
| 2       | RFN           | Gisela Kinzel, Ute Thimm, Heidi-Elke Gaugel, Gaby Bußmann            | 3:22,80 | [ 3 ] |
| 3       | Polska        | Ewa Kasprzyk, Marzena Wojdecka, Elżbieta Kapusta, Genowefa Błaszak   | 3:24,65 | [ 4 ] |
| 4       | Bułgaria      | Juliana Marinowa, Pepa Pawłowa, Jordanka Stojanowa, Rosica Stamenowa | 3:26,26 |       |
| 5       | Włochy        | Marisa Masullo, Cosetta Campana, Giuseppina Cirulli, Erica Rossi     | 3:32,30 |       |
| 6       | Hiszpania     | Esther Lahoz, Montserrat Pujol, Cristina Pérez, Blanca Lacambra      | 3:32,51 |       |
| –       | ZSRR          | Vineta Ikauniece, Olga Nazarowa, Marina Stiepanowa, Olha Władykina   | DQ      |       |